# Otto Neudörfer
Otto Neudörfer (* 7. November 1875 in Wien; † 28. oder 29. April 1932) war ein österreichischer Jurist, Verbandsanwalt und außerordentlicher Professor an der Universität für Bodenkultur Wien.
Er war Verbandsanwalt des Allgemeinen Verbandes der auf Selbsthilfe beruhenden Österreichischen Erwerbs- und Wirtschaftsgenossenschaften (ab 1930 Österreichischer Genossenschaftsverband, ÖGV).
1922 gründete er gemeinsam mit den angeschlossenen Genossenschaften die Österreichische Zentralgenossenschaftskasse (seit 1974 Österreichische Volksbanken-Aktiengesellschaft, ÖVAG) und stand zunächst dem Vorstand und später dem Aufsichtsrat in leitender Funktion vor.

## Ausbildung
Neudörfer studierte nach Absolvierung des Franz-Joseph-Gymnasiums Jus an der Universität Wien und promovierte 1902 zum Doktor der Rechte. Nach der Ableistung von Militärdienst und einjähriger Gerichtspraxis kam er mit dem Genossenschaftswesen in Berührung.
Im November 1918 habilitierte er sich als Privatdozent für Genossenschaftswesen an der Hochschule für Bodenkultur, wo ihm 1924 der Titel eines außerordentlichen Professors verliehen wurde.

## Berufliche Tätigkeit in genossenschaftlichen Verbänden
Er begann 1903 als Sekretär bei Karl Wrabetz im Allgemeinen Verband der auf Selbsthilfe beruhenden Erwerbs- und Wirtschaftsgenossenschaften in Österreich.
Im April 1908 wechselte zum Allgemeinen Verband landwirtschaftlicher Genossenschaften in Österreich, wo er bis zu dessen Auflösung nach dem Ersten Weltkrieg tätig war.
Danach war er mit der Leitung der Abteilung Anwaltschaft und Revision bei der Agroterre-Landwirtschaftliche Ein- und Verkaufsgesellschaft betraut.
Nach dem Rücktritt von Verbandsanwalt Karl Wrabetz übernahm der provisorisch die Leitung des Allgemeinen Verbandes und wurde beim Verbandstag 1920 einstimmig zum Verbandsanwalt gewählt.
1922 gründete er gemeinsam mit den angeschlossenen Genossenschaften die Österreichische Zentralgenossenschaftskasse. Dort war er bis Juli 1931 Vorstandsobmann und in der Folge bis zu seinem Tod Vorsitzender des Aufsichtsrates.
Neudorfers Bemühungen galten der Vereinigung der damals bestehenden Schulze-Delitzsch-Verbände. Diese waren schließlich 1930 beim Genossenschaftstag in Kitzbühel erfolgreich, wo der Allgemeine Verband der auf Selbsthilfe beruhenden Erwerbs- und Wirtschaftsgenossenschaften in Österreich mit dem Zentralverband der gewerblichen Erwerbs- und Wirtschaftsgenossenschaften Österreichs zusammengeführt und seither als Österreichischer Genossenschaftsverband bezeichnet wird.

## Sonstige Aufgaben im Bankwesen
- Ab 1924 war er Zensor der Österreichischen Nationalbank.
- Ab 1927 war er Vertreter der städtisch-gewerblichen Kreditgenossenschaften im Verwaltungsrat der Girozentrale der österreichischen Genossenschaften (heute Raiffeisen Zentralbank Österreich, RZB).

## Publikationen
- Die Pachtungsgenossenschaften in Italien, 1908
- Skizzen aus der Entwicklungsgeschichte des Genossenschaftsgedankens (1910)
- Der Entwurf eines neuen Genossenschaftsgesetzes und die Entwicklung des österreichischen Genossenschaftswesens, 1913
- Die genossenschaftliche Kreditorganisation der österreichischen Landwirtschaft (1915), Habilitationsschrift
- Das Wesen der Genossenschaft, 1917
- Der Ausbau des landwirtschaftlichen Genossenschaftswesens, 1919
- Grundlagen des Genossenschaftswesens. Eine systematische Darstellung der Geschichte, Gesetzgebung, Theorie und Organisation der Erwerbs- und Wirtschaftsgenossenschaften, 1921
- Handbuch für Erwerbs- und Wirtschaftsgenossenschaften, 1924